# Mekong Delta
Mekong Delta est un groupe de thrash progressif allemand, originaire de Velbert, en Rhénanie-du-Nord-Westphalie. Il est formé en 1985 à l’initiative de Ralf Hubert, ingénieur du son connu pour ses travaux avec Warlock ou Living Death entre autres. Le groupe associe alors divers musiciens connus de la scène metal allemande. Il était initialement composé de Jochen Schröder (ex-Rage) à la guitare, Peavy Wagner (Rage) à la basse, Jörg Michael (ex-Rage, ex-Paganini) à la batterie, Wolfgang Borgmann au chant. De nombreux autres musiciens ont joué au sein de Mekong Delta.
Outre des compositions originales, une des particularités du groupe est d’adapter des pièces de musique instrumentale symphonique en les jouant façon thrash, comme les Tableaux d'une exposition de Modeste Moussorgski ou encore la Nuit sur le Mont Chauve du même compositeur et la Danse du Sabre de l’arménien Aram Khatchaturian.

## Biographie

### Débuts (1985–1990)
Mekong Delta est formé en 1985 à Velbert, en Rhénanie-du-Nord-Westphalie, à l’initiative de Ralf Hubert, ingénieur du son connu pour ses travaux avec Warlock ou Living Death entre autres. Les membres empruntent à cette période des pseudonymes pour éviter de dévoiler leur vraie identité.
Le premier album du groupe, l'éponyme Mekong Delta, est publié en 1987 et produit par Ralf Hubert. Devant tourner avec son groupe, Jörg Michael est remplacé par Uli Kusch (sous le nom de Patrick Duval) pour la sortie de l'EP The Gnome. Mekong Delta revient en studio d'enregistrement aux alentours de 1987 ou 1988, et enregistre l'album-concept The Music of Erich Zann, avec la même formation,encore une fois produit par Hubert. Reiner Kelch est remplacé par Uwe Baltrusch, qui utilise le nom de Mark Kaye, et Mekong Delta publie, à la fin de 1988, l'EP 12-inch Toccata, suivi au printemps 1989 par l'album The Principle of Doubt. Fricke quitte ensuite le groupe qui décide de ne pas le remplacer, Baltrusch étant lui-même capable de jouer les parties de guitare. 
À cette période, le groupe compose Rondo for Rockgroup, finalement publié sous le titre Dances of Death. Pendant l'enregistrement de l'album, Wolfgang Borgmann quitte le groupe et est remplacé par Doug Lee, ancien chanteur du groupe Siren. Cette formation enregistre l'album Dances of Death (and Other Walking Shadows) qui comprend un arrangement du poème Tableaux d'une exposition de Modeste Moussorgski. Après l'album, Jörg Michael quitte le groupe et est remplacé par le batteur suisse Peter Haas.

### Performances scéniques (1991–1996)
En octobre 1991, le groupe se lance en tournée en Europe, dans des pays comme les Pays-Bas et l'Allemagne. L'album Live at an Exhibition est enregistré le 13 octobre 1991 en Allemagne. Le guitariste Georg Syrmbos est recruté pour les performances scéniques. L'album Kaleidoscope, publié en 1992, comprend une reprise de la chanson Dance on a Volcano du groupe Genesis. En 1994, Mekong Delta publie Visions Fugitives. Après deux ans d'accalmie, le groupe publie l'album Pictures at an Exhibition en 1996, qui comprend un titre de Modeste Moussorgski.

### Pause et retour (depuis 1997)

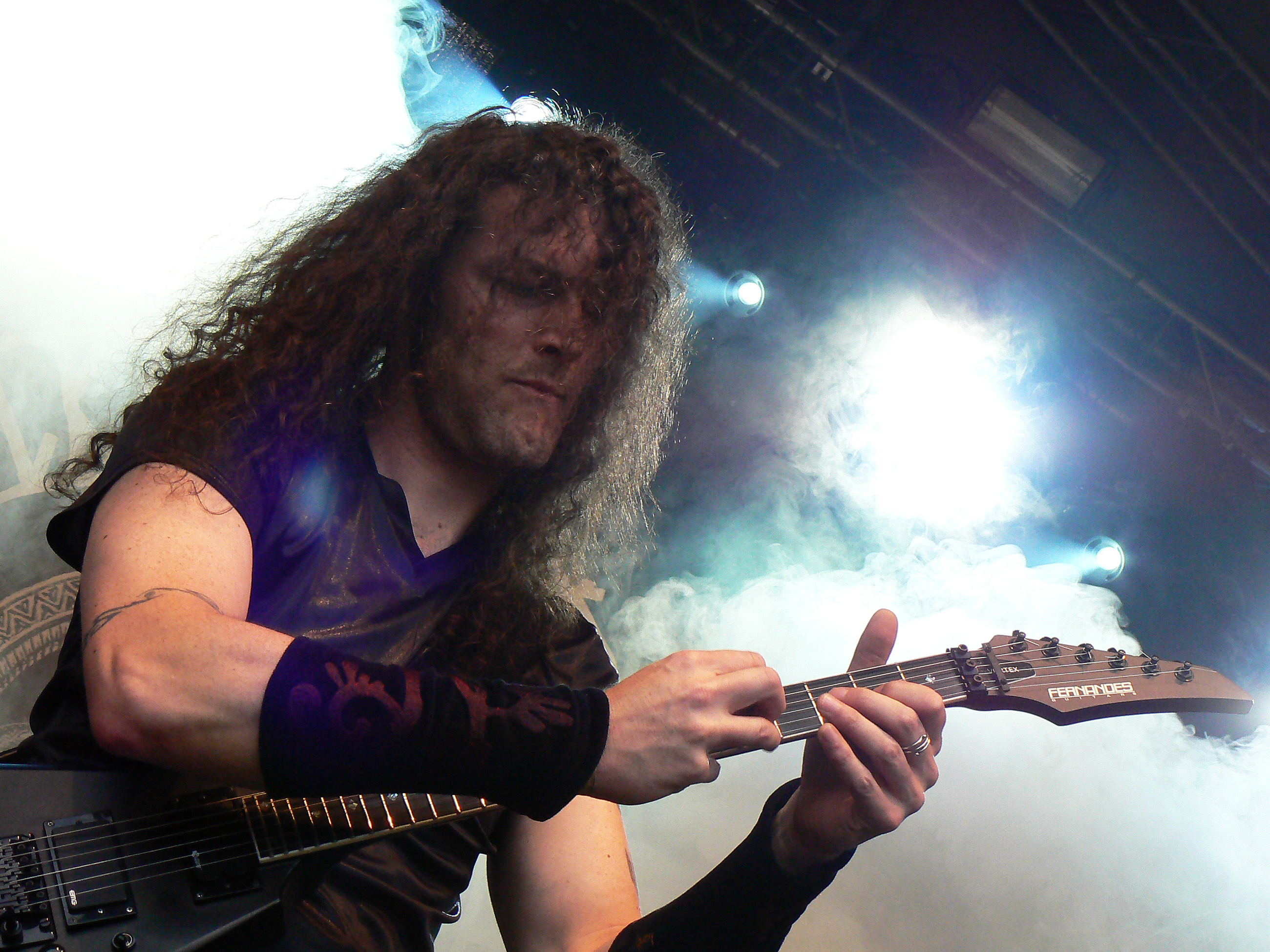
Erik Adam H. Grösch.

En 1997 et 1998, les six premiers albums du groupe son remixés par Erik Adam H. Grösch et Hubert, puis réédités. 
En 2007, ils enregistrent l'album Lurking Fear, publié le 31 août la même année. À cause des horaires décalés des membres, ils ne peuvent tourner ensemble. En mi-2008, Ralf décide de recruter des membres qui peuvent jouer en tournée avec le groupe. Peu après, et grâce à Uli Kusch, Alexander Landenburg est recruté comme nouveau batteur. Martin LeMar prendra en charge le chant. Benedict Zimniak et Erik Grösch sont ajoutés comme guitaristes. En 2009, ils prévoient ensemble l'enregistrement d'un nouvel album prévu pour juin 2010, Wanderer on the Edge of Time, et qu'ils terminent en mars 2010. Un clip est tourné par la chanson King with Broken Crown.
En 2012 sort l'album Intersections. Le 29 janvier 2014, Mekong Delta annonce un nouvel album pour le 25 avril sous le titre In A Mirror Darkly. En février 2014, le groupe révèle la couverture de l'album.

## Membres

### Membres actuels
- Ralph Hubert - basse (depuis 1985)
- Martin LeMar - chant (depuis 2008)
- Erik Adam H. Grösch - guitare (depuis 2008)
- Alex Landenburg - batterie (depuis 2008)

### Anciens membres
- Wolfgang Borgmann - chant (1987–1990)
- Doug Lee - chant (1990–1994)
- Leo Szpigiel - chant (2007–2008)
- Jochen Schröder - guitare (-1987)
- Frank Fricke - guitare (1987–1989)
- Reiner Kelch - guitare (1987–1988)
- Uwe Baltrusch - guitare (1989–1996)
- Georg Syrmbos - guitare (1991)
- Peter Lake - guitare (2006–2007)
- Benedikt Zimniak - guitare (2008–2013)
- Uli Kusch - batterie (1988, 2007)
- Jörg Michael - batterie (1987–1990)
- Peter Haas - batterie (1991–2006)
- Peter « Peavy » Wagner - batterie (1985–1987)

## Discographie

### Albums studio
- 1987 : Mekong Delta
- 1988 : The Music of Erich Zann
- 1989 : The Principle of Doubt
- 1990 : Dances of Death (and Other Walking Shadows)
- 1991 : Live at an Exhibition
- 1992 : Kaleidoscope
- 1993 : Classics
- 1994 : Visions Fugitives, 1994
- 1997 : Pictures at an Exhibition
- 2005 : The Principle of Doubt (Ambitions)
- 2007 : Lurking Fear
- 2008 : Wanderer on the Edge of Time
- 2012 : Intersections,
- 2014 : In a Mirror Darkly
- 2020 : Tales of a Future Past

### EPs
- 1988 : The Gnome
- 1989 : Toccata

### DVD
- 2007 : Live in Frankfürt 1991